# Parathemistus orbicollis
Parathemistus orbicollis là một loài bọ cánh cứng trong họ Cerambycidae.